# Kostrena Sveta Lucija
 Kostrena Sveta Lucija   (olaszul:  Costrena Santa Lucia ) falu Horvátországban, Tengermellék-Hegyvidék megyében. Közigazgatásilag Kostrenához tartozik.

## Fekvése
Fiume központjától 5 km-re délkeletre a Tengermelléken, a tengerparttól 800 méterre fekszik.

## Története
Kostrena területe a 13. századtól a Frangepánok vinodoli hercegségéhez tartozott. A település Szent Lúcia templomát 1492-ben említik először. A 16. és 17. században a Zrínyiek bakari uradalmának része volt, majd a család kihalása után előbb magyar, majd a 18. század végén osztrák kincstári birtok. A mai templomát 1714. május 5-én szentelte fel nagytábori gróf Rátkay Ádám Benedek modrus-zenggi püspök. Plébániáját 1789-ben alapították. Miután 1778-ban Bakar Mária Teréziától széles körű kiváltságokat kapott Sveta Lucija is a bakari municipium része lett. 1874-ben Kostrena többi területeivel együtt különvált Bakarból és önálló község lett. Az önállóságot Kostrena azonban csak 1876-ig élvezte, mert a tersattói, majd a sušaki községhez csatolták. 1920-ig Modrus-Fiume vármegye Sušaki járásához tartozott.

## Lakosság
| Lakosság változása | Lakosság változása | Lakosság változása | Lakosság változása | Lakosság változása | Lakosság változása | Lakosság változása | Lakosság változása | Lakosság változása | Lakosság változása | Lakosság változása | Lakosság változása | Lakosság változása | Lakosság változása | Lakosság változása | Lakosság változása |
| ------------------ | ------------------ | ------------------ | ------------------ | ------------------ | ------------------ | ------------------ | ------------------ | ------------------ | ------------------ | ------------------ | ------------------ | ------------------ | ------------------ | ------------------ | ------------------ |
| 1857               | 1869               | 1880               | 1890               | 1900               | 1910               | 1921               | 1931               | 1948               | 1953               | 1961               | 1971               | 1981               | 1991               | 2001               | 2011               |
| 0                  | 0                  | 0                  | 0                  | 0                  | 0                  | 0                  | 0                  | 0                  | 0                  | 0                  | 0                  | 348                | 237                | 682                | 0                  |

## Nevezetességei
Szent Lúcia tiszteletére szentelt plébániatemploma középkori eredetű, története során többször átépítették. 1714-ben bővítették, majd 1738-ban megújították. Mai formáját az 1912-es átépítés során nyerte el. Főoltárát a kostrenaiak adományaiból emelték 1799-ben. Feltételezhetően Antonio Michelazzi fiumei műhelyében készült, mely a mester halála után is folytatta tradícióit. A Szent Mihály és Szent Miklós mellékoltárok Josip Kaplan zágrábi műhelyében készültek valószínűleg 1912 körül. A Szent Mihály oltár képe Guido Reni, a római kapucinus templomban látható festményének viszonylag jó minőségű másolata abból a kápolnából származik, melyet Franjo Ksaver Loy építtetett a 19. század első felében žuknici birtokán. A templom oldalfalain látható keresztút képei Mirko Šubic szlovén akadémiai festő és restaurátor munkái. Orgonája Franc Jenko ljubljanai üzemében készült.